# Assistant de régulation médicale
 (décembre 2012).
 (décembre 2012).
Si vous disposez d'ouvrages ou d'articles de référence ou si vous connaissez des sites web de qualité traitant du thème abordé ici, merci de compléter l'article en donnant les références utiles à sa vérifiabilité et en les liant à la section « Notes et références ».
Pour les articles homonymes, voir ARM.
L’assistant de régulation médicale (ARM) est un personnel de la fonction publique hospitalière (catégorie B) exerçant dans un SAMU. C'est le premier maillon de la chaîne des secours médicaux français. Il travaille au sein du centre de réception et de régulation des appels (CRRA) du SAMU (ou centre 15), en collaboration avec des médecins hospitaliers et des médecins libéraux.

## Description
« L'ARM est au régulateur ce que l’infirmier est au médecin clinicien et praticien ». Docteur Miguel Martinez–Almoyna en 1982.
L'assistant de régulation médicale est atteignable par un numéro d'urgence médicale en France : le 15. Pour n'importe quelle urgence médicale sur le territoire français (métropole et outre-mer), il appartient de faire le 15 afin d'appeler le SAMU que ce soit pour un malaise, un blessé ou toute autre situation à caractère médical. Le 15 est un numéro d'urgence, gratuit et joignable même sans carte SIM, d'un téléphone fixe ou portable.
L'assistant de régulation médicale est chargé de réceptionner les appels parvenant au SAMU et ses missions sont les suivantes :
- localise l'appelant de la manière la plus exacte possible (lieu d'intervention, étage, code d'accès, point kilométrique autoroutier, etc.) ;
- analyse la détresse et le degré de l'urgence afin de transmettre l'appel au médecin régulateur ;
- indique les gestes de premiers secours à effectuer en attendant l'arrivée des secours le cas échéant ;
- envoie les secours appropriés (médecin libéral, ambulance privée, pompiers, service mobile d'urgence et de réanimation) ;
- assure le suivi des interventions dans le territoire géré par le SAMU dont il dépend ;
- gère la recherche et l'information concernant les ressources de tout le système intégré des urgences médicales de la zone couverte ;
- déclenche lui-même les secours médicaux en cas d'indisponibilité du médecin régulateur et/ou d'urgence vitale avérée.

L'assistant de régulation médicale peut aussi  être amené à aller sur le terrain, notamment lors d’événements de grande ampleur (concert, compétition sportive) ou en cas d’événement exceptionnel non programmé (accident ferroviaire, crash aérien). Il assiste donc le médecin régulateur et s'occupe de la régulation déportée ainsi que du suivi administratif.
L'ARM exerce un métier à responsabilités puisqu'il peut, dans certains cas prévus par le guide de la régulation médicale, déclencher lui-même les secours médicalisés. Il en informe immédiatement le médecin.
Les tâches de l'ARM sont en certains points similaires à celles du personnel des centres de répartition des ambulances anglaises du NHS, de celles de la police, des pompiers ou du 112 européen ou 911 nord-américain.

## Formation
Un décret du 19 juillet 2019 indique quels sont les blocs de compétence nécessaires pour obtenir le diplôme d'assistant de régulation médicale et précise que les centres de formation d'assistant de régulation médicale doivent être agréés par le Ministère de la santé. 
À compter de 2019 une formation d'une année (1470 heures) répartie entre cours théoriques et stages pratiques en centres de formation spécialisé, appelés CFARM, a été instaurée. Il s'agit d'une formation diplômante de niveau IV répertoriée au RNCP (répertoire national des certifications professionnelles).
Par arrêté du 19 juillet 2019, dix centres de formation ont été agréés par le Ministère des solidarités et de la santé :
- CFARM de Marseille (Assistance Publique - Hôpitaux de Marseille)
- CFARM de Paris (Assistance Publique - Hôpitaux de Paris)
- CFARM du Groupement de Coopération Sanitaire des Hôpitaux Universitaires Grand Ouest (HUGO) regroupant le CFARM d’Angers (Centre Hospitalier Universitaire d'Angers), le CFARM de Rennes (Centre Hospitalier Universitaire de Rennes) et le CFARM d’Orléans (Centre Hospitalier Régional d'Orléans)
- CFARM d'Amiens (Centre Hospitalier Universitaire d'Amiens)
- CFARM de Grenoble (Centre Hospitalier Universitaire de Grenoble)
- CFARM de Nancy (Centre Hospitalier Universitaire de Nancy)
- CFARM Sud basé à Nîmes (Centre Hospitalier Universitaire de Nîmes) mais avec des antennes également à Montpellier (Centre Hospitalier Universitaire de Montpellier), Nice (Centre Hospitalier Universitaire de Nice) et Toulouse (Centre Hospitalier Universitaire de Toulouse)
- CFARM de Poitiers (Centre Hospitalier Universitaire de Poitiers)
- CFARM Grand Est basé à Reims (Centre Hospitalier Universitaire de Reims) mais avec une antenne également à Strasbourg (Centre Hospitalier Universitaire de Strasbourg)
- CFARM de Vannes (Centre Hospitalier Bretagne Atlantique)
- CFARM de Besançon (Centre Hospitalier Universitaire de Besançon)
- CFARM de Lille (Centre Hospitalier Universitaire de Lille)

Voies d’accès possibles : Formation initiale ou continue, VAE
Conditions d’entrée en formation : être âgé de 18 ans au moins au 31 décembre de l’année d’entrée en formation, être titulaire d’un baccalauréat ou d’un diplôme équivalent ou d’un titre ou diplôme de niveau 4 ou justifier de 3 années d’expérience professionnelle à temps plein
Modalités de sélection : Concours d'entrée propre à chaque centre de formation 
Contenu de la formation : 1470 heures réparties à 50% pour la formation théorique et 50% pour la formation pratique. Elle comporte 5 semaines de stages découverte et 16 semaines de stages métiers (centre de réception et de régulation médicale installé dans les SAMU, structure mobile d’urgence, établissement de santé, établissement médico-social, structure de transport de malade, structure d’appel d’urgence)
Diplôme enregistré au niveau 4 du RNCP auprès de France Compétences.